# Wilkołak

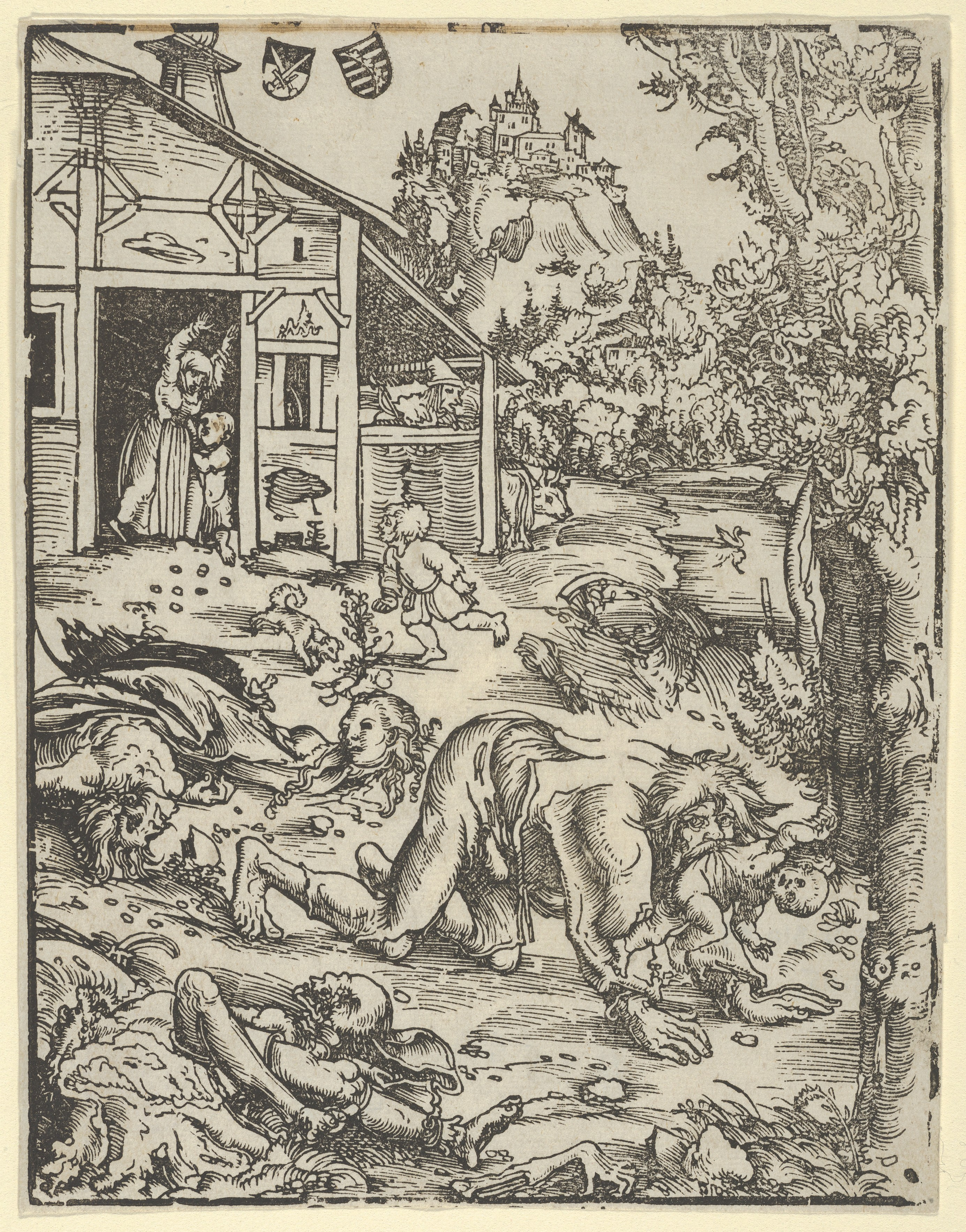
Wilkołak, Lucas Cranach Starszy, 1512

Wilkołak, także wilkołek – w wielu mitologiach (m.in. słowiańskiej i germańskiej) i legendach człowiek, który przemieniał się z własnej woli lub wskutek klątwy w wilka lub postać będącą połączeniem tego zwierzęcia z człowiekiem. Zdolność tę nazywa się wilkołactwem lub likantropią.

## Historia

### Starożytność
W starożytnej Grecji wierzenie w przemianę w wilka wiązano ze złamaniem tabu kanibalizmu oraz z arkadyjskim kultem Zeusa Lykajosa, któremu niegdyś miano składać ofiary z ludzi. Ten kto zjadł wówczas ludzkie mięso, zmieniał się w wilka, powracał jednak do własnej postaci, jeśli przez dziewięć lub dziesięć lat powstrzymał się od ludożerstwa. Według Pliniusza miało to spotkać pięściarza Demenetosa, który po odzyskaniu ludzkiego wyglądu wygrał zawody olimpijskie. Ten sam autor przytacza także historię o arkadyjskim rodzie Antosa, którego członkowie, wybrani losowo, wieszali swoje ubranie na dębie (drzewie poświęconym Zeusowi) i po przepłynięciu stawu stawali się na dziewięć lat wilkami. Po tym czasie, jeśli powstrzymali się od napaści na ludzi, powracali do poprzedniej postaci, starsi o dziewięć lat, i odnajdywali swoje ubranie tam, gdzie je pozostawili.
Odmianą mitu o arkadyjskiej likantropii była opowieść o królu Likaonie, który – jak podaje Pauzaniasz – złożył Zeusowi dziecko w ofierze i pił ludzką krew, przez co został zmieniony w wilka. Według innych autorów – m.in. Owidiusza w Metamorfozach – przemiana była karą za to, że Likaon lub jego synowie podali Zeusowi ludzkie mięso, wystawiając na próbę jego boskość.
Mity te mogły odnosić się do starożytnych pasterskich obrzędów związanych z płodnością, w których zakładano skóry zwierząt, przejmując w ten sposób ich naturę. Z rytuałów tych wywodziły się m.in. rzymskie Luperkalia, obchodzone 15 lutego jako początek nowego roku. Po złożeniu ofiary z kozła odbywał się rytualny bieg wokół Palatynu, podczas którego prawie nadzy Luperkowie bili napotkanych ludzi rzemieniami z koźlej skóry. Święto to uważano za upamiętnienie początków Rzymu: wykarmienia Romulusa i Remusa przez wilczycę, biegu Romulusa po zabłąkane stado bydła oraz porwania Sabinek.
Poza światem grecko-rzymskim żyć miało plemię Neurów, którego członkowie według Herodota raz do roku zamieniali się w wilki. Nie ma jednak pewności, czy jest to świadectwo wierzeń samych Neurów, czy też przekonanie Greków o naturze barbarzyńców żyjących na krańcach znanego świata.
Śladem rzymskich wierzeń ludowych związanych z wilkołactwem może być opowieść zawarta przez Petroniusza w Satyrykach o żołnierzu, który podczas pełni księżyca na cmentarzu przemienia się w wilka, zdjąwszy najpierw szaty i oblawszy je moczem. Niewolnik Niceros, świadek tej metamorfozy, chce zabrać szaty, okazuje się jednak, że skamieniały. Tymczasem wilk napada na trzodę, ale ucieka, gdy parobek przebija mu szyję dzidą. Po powrocie do ludzkiej postaci żołnierz jest ranny w tym samym miejscu, w którym raniony został wilk. Dla Nicerosa jest to dowód, że ma do czynienia z wilkołakiem (łac. versipelles).

### Średniowiecze
W wierzeniach germańskich z wilkołactwem kojarzeni byli berserkowie, nazywani czasem ulfhedhnar, czyli „wilcze skóry”. W bitewnym szale zyskiwali nadludzką siłę i stawali się nieczuli na ból.
Saga rodu Wölsungów zawiera opowieść o Sigmundzie i jego synu Sinfjötlim, którzy po założeniu wilczych skór przeobrazili się w wilki. Zanim się rozeszli, umówili się, że jeśli któryś z nich napotka więcej niż siedmiu ludzi, wyciem wezwie drugiego na pomoc. Sinfjötli zaatakował jednak aż jedenastu ludzi naraz i pokonał ich samodzielnie, a Sigmundowi powiedział później, że nie chciał wzywać pomocy do takiej walki. Sigmund rzucił się wówczas na niego i przegryzł mu gardło, potem jednak przy pomocy czarodziejskiego ziela przywrócił życie synowi. Obaj powrócili do ludzkiej postaci i spalili wilcze skóry. Epizod ten wykorzystuje schemat inicjacji młodzieńca, który dzięki zwierzęcej przemianie, śmierci i powrotowi do życia staje się dorosłym wojownikiem.
Według podań irlandzkich wilkołakami mieli być mieszkańcy królestwa Osraigh (po podboju angielskim – hrabstwa Ossory), którzy zdolność przemiany odziedziczyli po swoim przodku o imieniu Laignech Faelad. Giraldus Cambrensis przytacza historię księdza, który spotkał parę Ossyrieńczyków w wilczej postaci: kobieta była ciężko chora, a mężczyzna prosił o udzielenie jej sakramentów. Według tej wersji opowieści przemiana w zwierzę następowała wskutek przekleństwa świętego Natalisa i trwała przez siedem lat. Po tym czasie Ossyrieńczycy powracali do ludzkiej postaci, a w wilki zmieniały się kolejne dwie osoby.
Innym irlandzkim świętym kojarzonym z wilkołakami był święty Patryk. Za jego sprawą w wilki mieli zmieniać się potomkowie rodu, który próbował przeszkodzić mu w szerzeniu chrześcijaństwa.
Gerwazy z Tilbury wspominał przypadki ludzi, którzy zmieniali się w wilki pod wpływem zmienności faz księżyca. Jednym z nich był człowiek zwany Calcevayra, który podczas nowiu pozostawiał ubrania swoim towarzyszom, a sam przybierał wilczą postać, przewracając się przez pysk na lewą stronę.
Motyw wilkołactwa pojawiał się także w literaturze dworskiej. Marie de France w jednej ze swych opowieści (lais) przytacza historię bisclaveret, czyli wilkołaka, który na czas cotygodniowej przemiany znikał na trzy dni w lesie. Gdyby w tym czasie ktoś zabrał ubranie, które zostawiał w wydrążonym kamieniu, mężczyzna nie mógłby już powrócić do ludzkiej postaci. Poznawszy jego tajemnicę, niewierna żona namawia ukochanego, aby wykradł szaty jej męża. Podobny motyw kobiecej zdrady pojawia się w innych utworach z kręgu literatury arturiańskiej, np. w XIII-wiecznej Lai de Melion czy też zachowany w XIV-wiecznym rękopisie Arthur and Gorlagon.

### Nowożytność
W szesnastym i siedemnastym stuleciu rozpowszechnił się pogląd, że człowiek mógł stać się wilkołakiem, zawierając pakt z diabłem. Istniały przy tym rozbieżne zdania na temat tego, czy rzeczywiście dochodzi do fizycznej przemiany w wilka. Niektórzy, np. autorzy Malleus maleficarum, byli zdania, że możliwe jest metamorfoza jest jedynie złudzeniem wywołanym przez wpływ demona (podobnie uważał ponad tysiąc lat wcześniej święty Augustyn). Inni, jak Jean Bodin i Johann Wier, twierdzili, że demony mogą rzeczywiście przemienić ludzkie ciało, choć nie umysł.
Częste były procesy o wilkołactwo, w których oskarżeni przyznawali się, że oddawali się na służbę diabłu i dzięki temu uzyskali czarodziejską maść, pas albo skórę umożliwiającą przemianę. Jednym z najsłynniejszym był proces Gilles’a Garniera, zwanego eremitą z St Bonnet, który w roku 1573 miał zamordować kilkoro dzieci w okolicach burgundzkiego miasta Dole. Schwytany wraz z żoną nad ciałem jednego z dzieci, zeznał, że zawarł pakt z diabłem, który nauczył go przemieniać się w wilka, aby pomóc mu w wyżywieniu rodziny. Garnier po długich torturach został spalony na stosie 18 stycznia 1574 roku.
W Polsce nie było procesów o wilkołactwo, mimo że likantropia funkcjonowała w wierzeniach ludowych i w twórczości literackiej.

### Kultura ludowa
W europejskich wierzeniach ludowych występował motyw pana lasu i „wilczego pasterza”. Wskutek chrystianizacji jego funkcję przypisywano świętym: w Polsce zwykle świętemu Mikołajowi, a na Białorusi, Ukrainie i u Słowian południowych – świętemu Jerzemu.
W polskim i słowiańskim folklorze wilkołactwo często jest skutkiem klątwy, jaką czarownica rzuca na mężczyznę nieodwzajemniającego jej uczuć albo niewiernego kochanka. Mogło być ono również karą za łakomstwo albo brak szacunku wobec sacrum: pogardliwą wypowiedź o śpiewie mniszek, przegnanie wędrowca lub urządzenie wesela w piątek. Motyw przemiany wszystkich uczestników wesela w wilki funkcjonował w polskich wierzeniach ludowych do lat sześćdziesiątych XX wieku, a żebrzący włóczędzy podawali się czasami za krewniaków ofiar metamorfozy, którzy w poszukiwaniu bliskich stracili cały majątek. Występowała również wiara w wilkołactwo wrodzone (dotykało ono np. siódmego syna w rodzinie). Obronę przed wilkołakiem według słowiańskich wierzeń ludowych miały zapewniać widły, które jako jedyne pozwalały go odpędzić lub zmusić do powrotu do ludzkiej postaci. W odczarowaniu wilkołaka miało również pomagać wypowiedzenie jego imienia albo podanie mu chleba.
Na terenie obecnej Łotwy i Estonii istniała w XVII wieku wiara w to, że wilkołacy są wrogami czarowników służących diabłu i trzy razy w roku zstępują do piekła, aby wykraść stamtąd bydło, ziarno i inne plony.
W folklorze bretońskim wodzowie wilków (meneurs des loups) byli ludźmi, którzy mieli żyć wśród wilków, rozkazywać im i przyjmować ich postać. Zdolność ta mogła być dziedziczna.
Na terenie obecnej Rumunii i Węgier wierzono, że wilkołakami (varcolaci) byli ludzie poczęci wskutek niedochowania przez ich rodziców wstrzemięźliwości seksualnej w nakazanych przez Kościół okresach (wigilia Bożego Narodzenia, Wielkanoc, Zielone Świątki). Urodzone wskutek naruszenia sacrum dziecko miało cechy zwierzęce i nienawidziło swoich rodziców. Duch varcolaci mógł opuszczać ciało, aby pożerać księżyc, powodując jego zaćmienie lub zabarwienie na czerwono.
W niektórych rejonach Włoch wilkołactwo uważano za chorobę objawiającą się chorobliwą tęsknotą za księżycem, urojeniami i napadami szału. Mogła ona dotknąć mężczyznę urodzonego w noc Bożego Narodzenia albo (według wierzeń sycylijskich) człowieka poczętego podczas pełni księżyca lub śpiącego latem na otwartym powietrzu w nocy podczas pełni w środę lub piątek. Podczas przemiany albo – tam, gdzie uważano, że jest ona jedynie urojeniem – podczas napadu szału wilkołak był niezwykle agresywny, nie był jednak w stanie wchodzić po schodach ani po drabinie. Aby przywrócić mu ludzką postać albo zdrowe zmysły, należało zrzucić coś na niego z okna albo zranić go i upuścić mu krwi.

## Geneza nazwy
W rejonach zamieszkiwanych przez ludy słowiańskie pojawiały się różne określenia na ludzi przemieniających się w zwierzęta, np. czeskie vlkodlak, czy rosyjskie vovkulak. Przyjmuje się, że nazwa wilkołaka w języku prasłowiańskim brzmiała prawdopodobnie *vьlkodlakъ. Pierwszy człon nazwy związany jest z wilkiem, drugi zaś z prasłowiańską nazwą zwierzęcej sierści (*dlaka). Wilkołak jest więc człowiekiem w wilczej skórze, porośniętym gęstą zwierzęcą sierścią.
Inne pojawiające się w rejonie zamieszkiwanym przez ludy słowiańskie określenie człowieka przemieniającego się w zwierzęta to oborot (od *oboroti – przemieniać). Nie ma ono konotacji z wilkiem, ponieważ wilkołaki niekoniecznie muszą przemieniać się w stworzenia związane z tym gatunkiem.

## Przemiana w wilkołaka
Wilkołactwo według wierzeń mogło wynikać z wielu przyczyn. Między innymi można było stać się wilkołakiem za sprawą rzuconego uroku lub po ukąszeniu przez innego wilkołaka. Przeistoczenie w wilka było również możliwe dzięki natarciu się specjalną maścią lub napiciu się wody z wodopoju tych zwierząt. Zdolność przemiany mogła być także wrodzona.
Przemiana wrodzona lub wynikająca z ukąszenia była zwykle możliwa tylko o określonej porze (np. w trakcie pełni), zgodnie z wierzeniami lunearnymi, lub na życzenie osoby posiadającej taką moc. W przypadku ingerencji magicznej przemiana zazwyczaj była stała.
Według wierzeń zdarzały się przemiany na skutek niedopilnowania przyjęcia przez dziecko sakramentu chrztu świętego.

## Mitologiczne konotacje z wampirami
Według podań wampiry nie były gatunkami skłóconymi z wilkołakami. W Europie krążyły legendy dotyczące tego, że zmarły wilkołak przemieniał się pośmiertnie w wampira. Śląskie słowo oznaczające wilkołaka, volkodlak, w Serbii oznacza tyle, co wampir.

## Współczesna kultura

### Występowanie motywów wilkołaków
W 1999 roku w USA ponad 900 osób ubezpieczyło się na wypadek przemiany w wilkołaka.
Wilkołactwo postrzegane jest czasem jako forma opętania przez zwierzę. Można się jej nabawić na przykład pijąc wodę z kałuż, w których odciśnięte są wilcze łapy, bądź będąc pogryzionym przez wilka. Motyw z pogryzieniem został wykorzystany w filmach takich jak Wilk.
Wilkołactwo jako likantropia figuruje w psychologii. Jest to głębokie przekonanie pacjenta, że jest wilkiem lub dzikim zwierzęciem. Choć nie następuje przemiana fizyczna, pacjent może wierzyć, że miała ona miejsce, i stać się niebezpiecznym dla postronnych.
Wilkołactwo jest także bardzo popularnym motywem we współczesnej literaturze fantastycznej (Remus Lupin w cyklu J.K. Rowling, funkcjonariusz Angua w cyklu Świat Dysku, Otto Dusart w Sezonie burz Andrzeja Sapkowskiego, Jacob Black ze Zmierzchu, liczni bohaterowie ze Złodzieja dusz) oraz filmie: od Wilkołaka z Lonem Chaneyem Jr., przez Wilka z Jackiem Nicholsonem i Michelle Pfeiffer, aż do komedii Amerykański wilkołak w Paryżu. Wilkołak jest głównym bohaterem młodzieżowego filmu Teen Wolf oraz nawiązującego do niego serialu telewizyjnego Teen Wolf: Nastoletni wilkołak. Temat likantropii pojawiał się także w powiązanych za sobą serialach Pamiętniki wampirów i The Originals. Stereotypy dotyczące tego gatunku eksploruje komedia Co robimy w ukryciu.
Wilkołaki pojawiają się także w stworzonej przez J.R.R. Tolkiena mitologii Śródziemia. Zostają przedstawione jako złe potwory w postaci olbrzymich wilków, posiadające dużą inteligencję i umiejętność mowy, ale nie pada żadna uwaga o ludziach zamieniających się w nich.
Motyw wilkołaka pojawiał się także w muzyce, zwłaszcza metalowej. Do przykładów należą album Wolfheart grupy Moonspell, Nattens Madrigal grupy Ulver (z norw. ulver – wilki), czy większość twórczości zespołu Powerwolf.

### Wizje wilkołaka we współczesnej kulturze
W wielu książkach podawane jest, że wilkołakiem stać może się jedynie człowiek płci męskiej. Nielicznie podane zostały przykłady, gdy wilkołakami stały się kobiety i dzieci. Współcześnie idea kobiety-wilczycy jest jednak bardziej inspirująca dla twórców i pisarzy.
- Księżyc w pełni – są różne wersje na temat jego wpływu na wilkołaka. Niektóre mówią, że człowiek mógł przemienić się w wilkołaka tylko w czasie pełni księżyca, inne natomiast, że potrafił kontrolować przemianę. Wielu jednak uważa, że podczas pełni wilkołaki stawały się silniejsze i bardziej agresywne (podobno wzrastał też potencjał seksualny). W czasie pełni wilkołaki wybierały się też na polowania. W kulturze wschodniosłowiańskiej wilkołactwo zwano również „Tęsknotą do księżyca”.
- Srebro – według legend srebro nie było w stanie zabić wilkołaka, a jedynie sprawić, że zamieniał się z powrotem w człowieka. Wielu twórców książek i filmów zrezygnowało jednak z takiej wersji, decydując się uczynić srebro zabójczym (np. w filmach Underworld i Van Helsing). Często srebro powodowało u wilkołaków ból, rany, oparzenia. W niektórych źródłach srebro leczyło wilkołaka, a nie raniło[potrzebny przypis].
- Zdolności – wilkołaki posiadały wiele nadnaturalnych cech, jak np. możliwość zmiany wyglądu od człowieka przez pół człowieka pół wilka do samego wilka, choć najczęściej mówi się o tej drugiej formie. Posiadały wielką siłę oraz zwinność. Mogły też wspinać się z zawrotną prędkością, a także wskakiwać i zeskakiwać z dużych wysokości, nie robiąc sobie przy tym krzywdy. Miały doskonały węch i słuch, nawet w ludzkiej postaci. Potrafiły również widzieć w ciemnościach. Ważną cechą wilkołaka była też jego nadzwyczajna atrakcyjność, gdy wyglądał jak człowiek.
- Stosunki z wampirami – wielu twórców książek, gier i filmów wykorzystywało motyw walki wilkołaków z wampirami (np. film Underworld: Bunt lykanów). I dla wilkołaków, i dla wampirów głównym źródłem pożywienia był człowiek, więc walczyły o niego. Istnieje jednak możliwość, że oba stworzenia żerowały razem. W niektórych serialach ugryzienie wilkołaka zabijało wampira (np. Pamiętniki wampirów i The Originals). W powieści Złodziej dusz wilkołaki i wampiry długo toczyły ze sobą otwartą wojnę, jednak ostatecznie skończyła się ona na zawieszeniu broni[44].
- Zdjęcie klątwy – zdjęcie klątwy nie zawsze było możliwe. Najczęściej skuteczne było zabicie wilkołaka, który doprowadził do przemiany. Gdyby tak było, to po zabiciu bardzo starego wilkołaka, w ludzi zamieniłoby się bardzo wiele wilkołaków, a także prawdopodobnie ci, których potomkowie pozamieniali. Pojawia się twierdzenie, że zabicie pierwszego wilkołaka zdejmie klątwę ze wszystkich pokoleń. Według starożytnych Greków wilkołakiem było się na dziesięć lat, a jeśli w tym czasie powstrzymywało się od jedzenia ludzi, klątwa człowieka opuszczała. Innym sposobem są egzorcyzmy oraz praktyki szamańskie.
- Długość życia – są dwie wersje na temat długości życia wilkołaków. Pierwsza mówi, że wilkołaki były nieśmiertelne i zginąć mogły, podobnie jak wampiry, tylko zabite przez kogoś innego. Druga wersja jest taka, że żyły bardzo długo, ale starzały się i słabły wraz z wiekiem. Mogły dożyć kilku setek lat i wyglądać młodo, ale w końcu umierały ze starości. Jeszcze inne źródła mówiły, że żyją mniej więcej tyle, co zwyczajni ludzie.
- Znak bestii – wedle niektórych wersji wilkołak w ludzkiej formie ma na dłoni pentagram, bądź też pięć znamion, między którymi da się pentagram wytyczyć. Czasem pojawiają się motywy znamion w kształcie księżyca lub połączone brwi.
- Sposób walki – wilkołaki często są określane jako wrażliwe na srebro, czasem też na ogień oraz jemiołę. Można je zabić srebrną kulą, o ile się nią trafi w serce. Można je było również przemienić w ludzi poprzez podanie im antidotum. Rzekomo chroniły też amulety chroniące od dzikich zwierząt lub inkantacje (zaklęcia). Rośliną ułatwiającą rozpoznanie i zabicie wilkołaka ma być tojad.

## Lista dzieł z wykorzystaniem wilkołaków

### Książki
- Cykl Wiedźmin (Andrzej Sapkowski)
- Cykl The Howling (Gary Brandner)
- Cykl Harry Potter (J.K. Rowling)
- Cykl Olimpijscy Herosi (Rick Riordan)
- Cykl o Dorze Wilk (Aneta Jadowska)
- Cykl Zmierzch (Stephenie Meyer)
- Świat Dysku (Terry Pratchett)
- Rok wilkołaka (Stephen King)
- Sezon burz (Andrzej Sapkowski)
- Zew księżyca (Patricia Briggs)
- Księga wilkołaków (Sabine Baring-Gould)
- Czarna, czarna toń (Martyna Szkołyk)
- Dziewczyna w czerwonej pelerynie (Sarah Blakley-Cartwright)
- Rodzina wilkołaka (Aleksy K. Tołstoj)

### Filmy i seriale
- Wilkołak
- Wilk
- Co robimy w ukryciu
- Teen Wolf: Nastoletni wilkołak
- Pamiętniki wampirów
- The Orginals
- Zdjęcia Ginger
- The Curse of the Werewolf
- Dog Soldiers
- Amerykański wilkołak w Londynie
- Amerykański wilkołak w Paryżu
- Zły wpływ księżyca
- Shadowhunters
- Zmierzch
- Bitten
- Pakt z wilkołakami
- Werewolf rising
- Wilk wikingów
- Scooby Doo: Wielka draka wilkołaka[45]
- Scooby-Doo i oporny wilkołak[46]
- seria Harry Potter
- Van Helsing
- seria Underworld

### Gry wideo
- Wiedźmin, Wiedźmin 2, Wiedźmin 3: Dziki Gon
- League of Legends
- Werewolf: The Apocalypse
- Skyrim
- World of Warcraft
- The Quarry
- The Beast Within: A Gabriel Knight Mystery

### Gry planszowe
- Wilkołaki